# Agusta A106
Der Agusta A.106 war ein kleiner einsitziger ASW-Hubschrauber des italienischen Unternehmens Agusta.

## Geschichte
Der U-Jagd-Hubschrauber wurde aufgrund der Forderung der italienischen Marine nach einem Hubschraubermodell, das auch von kleineren Schiffen wie Fregatten mit ihren beengten Platzangebot zum Einsatz kommen konnte entwickelt. Dabei sollten neben der Ortungstechnik zwei Mk-44-Torpedos mitgeführt werden. Für die U-Boot-Ortung und -Jagd musste auch der Einsatz bei schlechten Wetterbedingungen möglich sein. Agusta konnte für die Entwicklung auf die Erfahrungen mit den leichten Hubschraubern A.103, A.104 und A.105 zurückgreifen.
Der Prototyp flog erstmals im November 1965. Die Produktion für die italienische Marine begann 1968. Bestellt waren zwei Prototypen und fünf Serienhubschrauber, letztere wurden 1973 annulliert.
Neben der U-Bootbekämpfung konnte der A106 zur Luftnahunterstützung, mit entsprechender Bewaffnung, bei der Armee eingesetzt werden, hinzu kamen leichte Transportaufgaben.

## Beschreibung

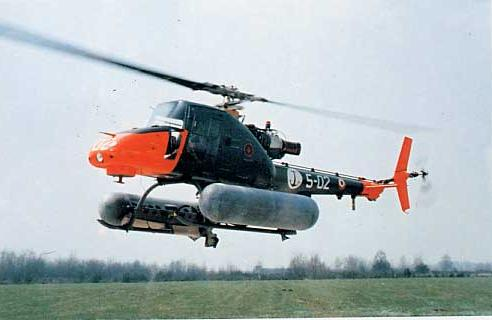
Agusta A.106 mit Notschwimmkörper

Der A106 ist ein kleiner einsitziger Hubschrauber in Heckrotorauslegung. Eine Wellenturbine mit 220 kW vom Typ Turboméca-Agusta TAA 230 trieb einen Zweiblatthaupt- und einen Zweiblattheckrotor an. Die Leichtmetall-Rotorenblätter konnten beigeklappt werden. Die elektronische Stabilisierungsanlage stammte von Ferranti und ermöglichte den Schwebeflug auch bei schwierigeren Wetterbedingungen – eine wichtige Voraussetzung für den UAW-Einsatz. Das Standard-Kufenfahrwerk konnte durch ein Radfahrwerk ersetzt werden. Hinzu kamen Notschwimmkörper. Die beiden MK-44-Torpedos waren zwischen den Kufen unter dem Rumpf befestigt. Treibstoff konnte zusätzlich extern mitgeführt werden.

## Technische Daten Agusta A106
| Kenngröße                                                 | Daten |
| --------------------------------------------------------- | --- |
| Typ                                                       | schiffsgestützter einsitziger U-Jagdhubschrauber                                                                                         |
| Triebwerk                                                 | eine Wellenturbine Turboméca-Agusta TAA 230 mit 220 kW (300 WPS), auf 191 kW (260 WPS) gedrosselt Leistung (für Start mit zwei Torpedos) |
| Höchstgeschwindigkeit in Meereshöhe                       | 176 km/h |
| Marschgeschwindigkeit                                     | 167 km/h |
| Anfangssteiggeschwindigkeit                               | 6,2 m/s |
| max. Schwebeflughöhe im Bodeneffekt                       | 3000 m |
| max. Schwebeflughöhe außerhalb Bodeneffekt                | 1150 m |
| Reichweite mit max. Treibstoffzuladung, intern und extern | 740 km |
| Gewicht Leermasse                                         | 590 kg |
| max. Startmasse                                           | 1400 kg |
| Abmessungen                                               | |
| Durchmesser des Hauptrotors                               | 9,50 m |
| Länge bei laufenden Rotoren                               | 9,50 m |
| Höhe                                                      | 2,50 m |
| Hauptrotorkreisfläche                                     | 70,88 m² |
| Bewaffnung                                                | zwei MK-44-Torpedos oder zehn Wasserbomben; für Luft-Boden-Einsatz zwei 7,62-mm-Maschinengewehre und zehn 80-mm-Raketen                  |